# Edelweiss Air
Edelweiss Air AG è una compagnia aerea charter con sede a Kloten, in Svizzera. La sua base principale è l'Aeroporto di Zurigo-Kloten.

## Storia
La compagnia è stata fondata il 19 ottobre 1995 a Bassersdorf, in Svizzera, con un solo aereo, un McDonnell Douglas MD-83. Il nome dell'azienda deriva dal fiore nazionale non ufficiale svizzero, la Stella Alpina, anch'esso dipinto sui suoi aerei.
La flotta è stata successivamente ampliata e rinnovata. Nel 1998 furono introdotti nuovi Airbus A320-200 per sostituire gli MD-83 e nel 1999 iniziarono i voli a lungo raggio utilizzando l'Airbus A330-200.
Per sette anni consecutivi tra il 2001 e il 2008, Edelweiss Air ha ricevuto il Golden Travelstar Award per i suoi eccellenti risultati.
Fino al novembre 2008, Edelweiss Air era interamente di proprietà di Kuoni Travel Ltd e aveva 190 dipendenti, quando i diritti di esercizio furono venduti a Swiss International Air Lines, in cambio dei diritti di vendita di capacità alberghiere tramite la rete di vendita svizzera. Dopo l'acquisizione di Swiss International Airlines da parte del gruppo tedesco Lufthansa nel 2005, Edelweiss Air è diventata una sussidiaria del più grande gruppo di compagnie aeree d'Europa nello stesso momento in cui è stata acquisita da Swiss.
A marzo 2011, Edelweiss Air ha aggiunto l'Airbus A330-300 alla sua flotta, con un ordine effettuato il 5 aprile 2010. Nel luglio 2015, è stato annunciato che Edelweiss avrebbe ricevuto quattro Airbus A340-300 tra il 2017 e il 2018 precedentemente operati dalla sua società madre Swiss International Air Lines. Gli aerei sono stati utilizzati per espandere la rete di rotte.
Nel novembre 2015, Edelweiss ha introdotto una livrea rivista su uno dei suoi Airbus A320-200, poi applicata all'intera flotta. Nel dicembre 2016, la compagnia ha dismesso i suoi due Airbus A330-200: uno dei quali è stato consegnato a Brussels Airlines e sostituito dagli Airbus A340-300 ereditati dalla Swiss. Nel 2021 Lufthansa ha trasferito i due Airbus A330-300 di Edelweiss Air a Eurowings Discover.

## Flotta

### Flotta attuale

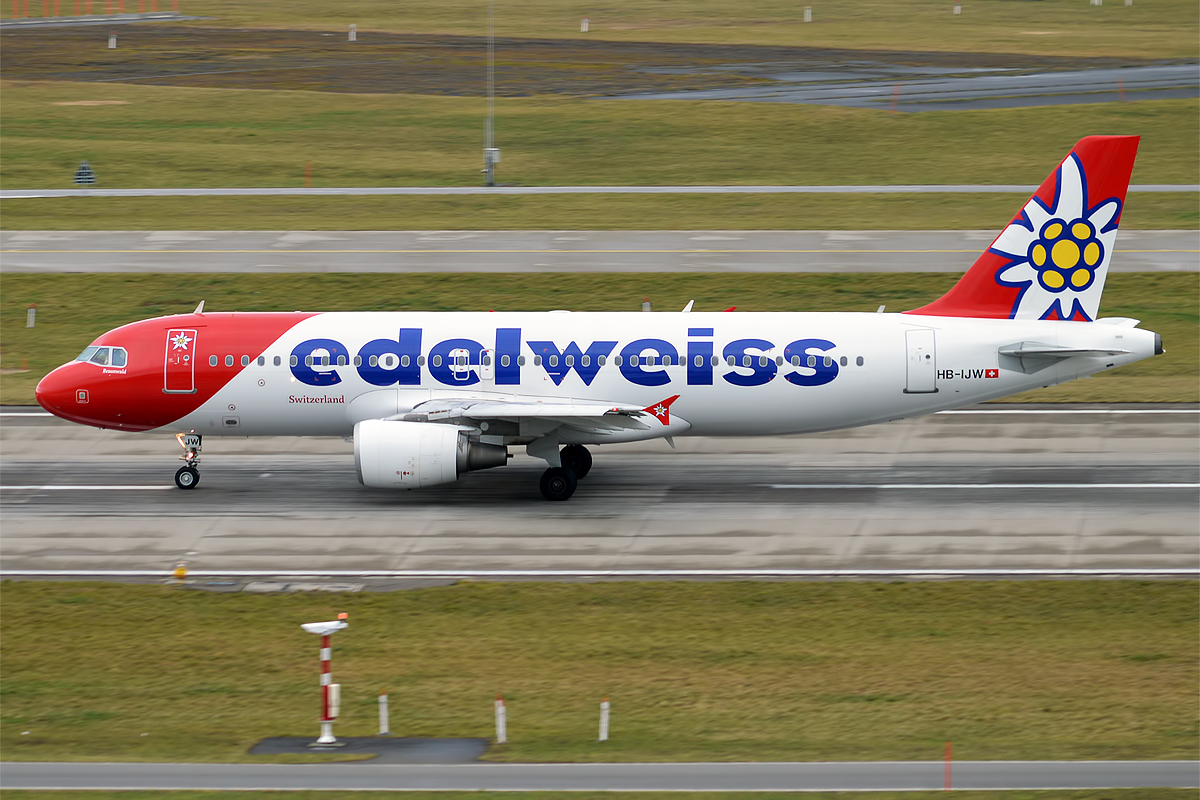
Un Airbus A320-200.

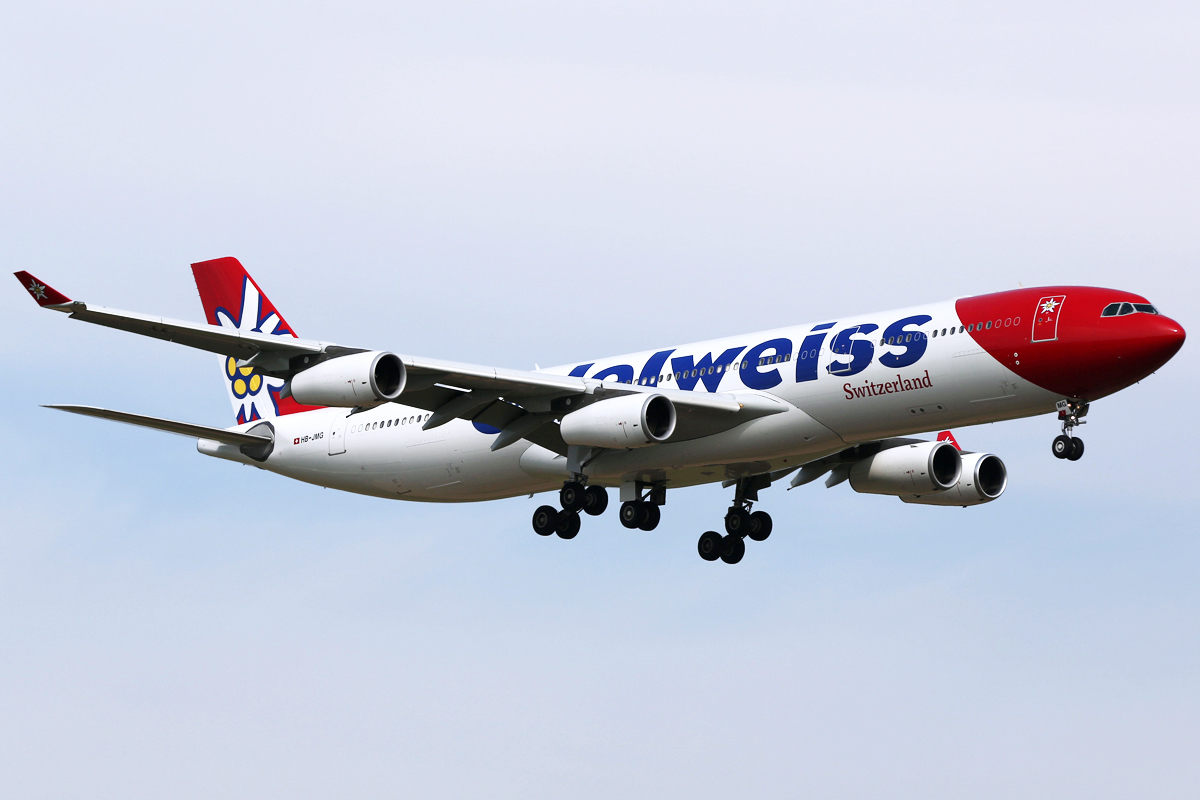
Un Airbus A340-300.

Ad aprile 2025 la flotta di Edelweiss Air è così composta:

### Flotta storica
Edelweiss Air operava in precedenza con i seguenti aeromobili: